# Patrick Horgan
John Patrick Hogan (* 26. Mai 1929 in Nottingham; † vor oder am 6. Oktober 2021) war ein britisch-US-amerikanischer Schauspieler.

## Leben
Gegen den Wunsch seiner Eltern, die ihrem Sohn nahegelegt hatten, eine medizinische Laufbahn einzuschlagen, verließ Horgan als junger Mann seine Heimat und zog in die USA, um dort als Schauspieler zu arbeiten. Er debütierte 1955 in dem Fernsehfilm Othello. 1958 heiratete er Schauspielerin und Fotomodell Irish McCalla und zog mit ihr nach Manhattan, die Ehe hielt bis 1963. Horgan wirkte von den 1960ern bis in die 1980er Jahre in zahlreichen populären Fernsehsendungen mit und war auch im Kino zu sehen, so 1968 in Thomas Crown ist nicht zu fassen. Zu seinen bekanntesten Rollen zählt die des Dr. John Morrison, welche er von 1970 bis 1974 in der Seifenoper The Doctors verkörperte. Zudem war er als Autor und Sprecher für Hörbücher (The Adventures of Sherlock Holmes, The Detection of Sherlock Holmes u. a.) tätig.

## Filmografie (Auswahl)
Fernsehauftritte
- 1956: The Count of Monte Cristo
- 1958: Adventures of the Sea Hawk
- 1960: Play of the Week
- 1966: Daniel Boone
- 1966: Pistolen und Petticoats (Pistols 'n' Petticoats)
- 1966: The Girl from U.N.C.L.E.
- 1967: Kobra, übernehmen Sie (Mission: Impossible)
- 1968: Raumschiff Enterprise (Star Trek)
- 1969: Ihr Auftritt, Al Mundy (It Takes a Thief)
- 1971: Verliebt in eine Hexe (Bewitched)
- 1982: Springfield Story (The Guiding Light)
- 1987: Die Bill Cosby Show (The Cosby Show)

Filmauftritte
- 1956: Panzerschiff Graf Spee (The Battle of the River Plate)
- 1964: Frankensteins Ungeheuer (The Evil of Frankenstein)
- 1968: Thomas Crown ist nicht zu fassen (The Thomas Crown Affair)
- 1983: Zelig
- 2001: Im Bann des Jade Skorpions (The Curse of the Jade Scorpion)